# Aéroport international de Florianópolis
L'aéroport international de Florianópolis – Hercílio Luz (code IATA : FLN • code OACI : SBFL) est un aéroport international situé à Florianópolis au Brésil.
Il est nommé en l'honneur d'Hercílio Luz, gouverneur de l'État de Santa Catarina au XIXe siècle et au XXe siècle, qui fit notamment construire le premier pont reliant l'île de Santa Catarina au continent.

## Histoire
En 1922, la capitale de l'État de Santa Catarina, Florianópolis, fut choisie pour abriter les installations du système de défense aérienne du littoral du Brésil. L'année suivante, les travaux du campo da Ressacada commencèrent, pour abriter le Centre d'aviation navale de Santa Catarina. À l'époque, le ciel n'était encore parcouru que par des hydravions.
Le ministère de l'Aéronautique inaugura, en 1955, un terminal de passagers, géré par le département de l'aviation civile. Il comprenait, entre autres, une tour de contrôle, un hangar pour les appareils et une piste partagée avec la base aérienne de Florianópolis, qui existe encore de nos jours.
En 1974, l'entreprise Infraero se vit concéder la gestion de l'aéroport de Florianópolis. Dans les années qui suivirent, le terminal de fret et le nouveau terminal de passagers furent inaugurés. La piste principale 14-32, avec ses 2 300 × 45 m2, fut ouverte au trafic aérien en 1978. 
Dans les années 1980, une série d'améliorations furent réalisées dans l'infrastructure de l'aéroport, et en 1995, l'aéroport de Florianópolis - Hercílio-Luz fut élevé au statut d'aéroport international.

## Situation
| \| 200 km1:42 212 000 \| São Paulo-Guarulhos São Paulo-Congonhas Brasília Rio-Galeão Belo Horizonte Campinas Rio-Santos-Dumont Recife Porto Alegre Salvador Fortaleza Curitiba Florianópolis Belém Vitória Goiânia Manaus Navegantes |
| 200 km1:42 212 000 |

## Compagnies et destinations
| Compagnies              | Destinations |
| ----------------------- | --- |
| Aerolíneas Argentinas   | En saison : Buenos Aires-J. Newbery, Córdoba, Rosario - îles Malouines (en) |
| Azul Brazilian Airlines | - Belo Horizonte, - São Paulo/Campinas, - Chapecó, - Curitiba, - Foz do Iguaçu, - Passo Fundo (en), - Porto Alegre En saison: - Cuiabá (en), - Goiânia, - Montevideo Carrasco, - Pelotas, - Santa Maria (en), - Santo Ângelo, - Uruguaiana (Rubem Berta) |
| Flybondi                | Buenos Aires-Ezeiza En saison: Buenos Aires-J. Newbery |
| Gol Transportes Aéreos  | - Brasília, - Buenos Aires-J. Newbery, - Porto Alegre, - Rio de Janeiro/Galeão, - São Paulo/Congonhas, - São Paulo/Guarulhos En saison: Buenos Aires-Ezeiza, Caxias do Sul (en), Córdoba, Salvador de Bahia                                              |
| JetSmart Argentina      | Buenos Aires-Ezeiza |
| JetSmart Chile          | Santiago du Chili-A.-M.-Benítez |
| LATAM Brasil            | Brasília, São Paulo/Congonhas, São Paulo/Guarulhos |
| LATAM Chile             | Santiago du Chili-A.-M.-Benítez |
| Paranair                | En saison: Asuncion-S.-Pettirossi |
| Sky Airline             | Santiago du Chili-A.-M.-Benítez |
| Sky Airline Peru        | Lima-J. Chávez, Montevideo Carrasco |

Édité le 08/12/2020  Actualisé le 25/12/2023

## Statistiques
Le graphique qui aurait dû être présenté ici ne peut pas être affiché car il utilise l'ancienne extension Graph, désactivée pour des questions de sécurité. Des indications pour créer un nouveau graphique avec la nouvelle extension Chart sont disponibles ici.

Voir la requête brute et les sources sur Wikidata.